# Burchard (Nebraska)
Burchard je selo u američkoj saveznoj državi Nebraska. Prema popisu stanovništva iz 2010. u njemu je živjelo 82 stanovnika.